# Chico Xavier
Francisco Cándido Xavier (Pedro Leopoldo, 2 d'abril de 1910 - Uberaba, 30 de juny de 2002), nascut Francisco de Paula Cándido Xavier, conegut més popularment com a Chico Xavier, es va fer famós com a mèdium i divulgador de l'espiritisme al Brasil.

## Biografia
Nascut en una família pobra de Pedro Leopoldo, a l'àrea metropolitana de Belo Horizonte, va ser el fill de Maria João de Deus i João Cándido Xavier. Educat en la fe catòlica, Chico va tenir el seu primer contacte amb la Doctrina Espírita el 1927, a partir de fenomen obsessiu passat amb una de les seves germanes.
Passa llavors a estudiar i desenvolupar la seva mediumnitat, segons s'informa en una nota en el llibre «Parnaso de Além-Túmulo» (Parnàs d'ultratomba), només va obtenir una major claredat a finals de 1931. El seu nom de baptisme, Francisco de Paula Cándido, va ser donat en honor del sant del dia del seu naixement, substituït pel cognom patern de Francisco Cándido Xavier, una vegada es va trencar amb el catolicisme i va escriure el seu primer llibre, i canviat oficialment l'abril de 1966 quan del seu segon viatge als Estats Units.
El més conegut dels espiritistes brasilers va contribuir per a expandir el moviment al Brasil i fomentar als espiritistes a revelar la seva adhesió a la doctrina sistematitzada per Allan Kardec. La seva credibilitat va servir d'incentiu perquè mèdiums espiritistes i no-espiritistes realitzessin treballs espirituals oberts al públic. Chico és recordat principalment per les seves obres de caritat a Uberaba, la ciutat on va morir. A la dècada del 1970 va començar a ajudar els pobres amb els diners de la venda dels seus llibres, per a la qual cosa va crear una fundació.

## Pel·lícula biogràfica
El 2 d'abril de 2010, quan Chico Xavier completaria 100 anys, va estrenar «Chico Xavier - O Filme» (Chico Xavier - La pel·lícula), basat en la biografia «As Vidas de Chico Xavier» del periodista Marcel Souto Maior.
Dirigit i produït pel cineasta Daniel Filho, Chico Xavier és interpretat pels actors Matheus Costa, Angelo Antonio i Nelson Xavier, respectivament, en tres fases de la seva vida: des de 1918 fins a 1922, des del 1931 fins a 1959 i de 1969 a 1975.

## Principals obres psicografiades
| Any  | Obra                                          | Autor espiritual   | Editorial                           | Notes  |
| ---- | --------------------------------------------- | ------------------ | ----------------------------------- | ------ |
| 1932 | Parnaso de Além-Túmulo                        | Diversos autors    | Federação Espírita Brasileira (FEB) | [ 7 ]  |
| 1937 | Crônicas de Além-Túmulo                       | Humberto de Campos | FEB                                 | [ 8 ]  |
| 1938 | Emmanuel                                      | Emmanuel           | FEB                                 | [ 9 ]  |
| 1938 | Brasil, Coração do Mundo, Pátria do Evangelho | Humberto de Campos | FEB                                 |        |
| 1938 | A Caminho da Luz                              | Emmanuel           | FEB                                 |        |
| 1939 | Há Dois Mil Anos                              | Emmanuel           | FEB                                 |        |
| 1940 | Cinquenta Anos Depois                         | Emmanuel           | FEB                                 |        |
| 1941 | O Consolador                                  | Emmanuel           | FEB                                 | [ 10 ] |
| 1942 | Paulo e Estevão                               | Emmanuel           | FEB                                 |        |
| 1942 | Renúncia                                      | Emmanuel           | FEB                                 |        |
| 1944 | Nosso Lar                                     | André Luiz         | FEB                                 |        |
| 1944 | Os Mensageiros                                | André Luiz         | FEB                                 |        |
| 1945 | Missionários da Luz                           | André Luiz         | FEB                                 |        |
| 1946 | Lázaro Redivivo                               | Irmão X            | FEB                                 | [ 11 ] |
| 1946 | Obreiros da Vida Eterna                       | André Luiz         | FEB                                 |        |
| 1947 | Volta Bocage                                  | Bocage             | FEB                                 |        |
| 1948 | No Mundo Maior                                | André Luiz         | FEB                                 |        |
| 1948 | Agenda Cristã                                 | André Luiz         | FEB                                 |        |
| 1949 | Voltei                                        | Irmão Jacob        | FEB                                 |        |
| 1949 | Caminho, Verdade e Vida                       | Emmanuel           | FEB                                 |        |
| 1949 | Libertação                                    | André Luiz         | FEB                                 |        |
| 1950 | Jesus no Lar                                  | Neio Lúcio         | FEB                                 |        |
| 1950 | Pão Nosso                                     | Emmanuel           | FEB                                 |        |
| 1952 | Vinha de Luz                                  | Emmanuel           | FEB                                 |        |
| 1952 | Roteiro                                       | Emmanuel           | FEB                                 |        |
| 1953 | Ave, Cristo!                                  | Emmanuel           | FEB                                 |        |
| 1954 | Entre a Terra e o Céu                         | André Luiz         | FEB                                 |        |
| 1955 | Nos Domínios da Mediunidade                   | André Luiz         | FEB                                 |        |
| 1956 | Fonte Viva                                    | Emmanuel           | FEB                                 |        |
| 1957 | Ação e Reação                                 | André Luiz         | FEB                                 |        |
| 1958 | Pensamento e Vida                             | Emmanuel           | FEB                                 |        |
| 1959 | Evolução em Dois Mundos                       | André Luiz         | FEB                                 |        |
| 1960 | Mecanismos da Mediunidade                     | André Luiz         | FEB                                 | [ 12 ] |
| 1960 | Religião dos Espíritos                        | Emmanuel           | FEB                                 |        |
| 1961 | O Espírito da Verdade                         | Diversos autors    | FEB                                 |        |
| 1963 | Sexo e Destino                                | André Luiz         | FEB                                 |        |
| 1968 | E a Vida Continua…                            | André Luiz         | FEB                                 |        |
| 1970 | Vida e Sexo                                   | Emmanuel           | FEB                                 |        |
| 1971 | Sinal Verde                                   | André Luiz         | Comunhão Espírita Cristã (CEC)      |        |
| 1977 | Companheiro                                   | Emmanuel           | Instituto de Difusão Espírita (IDE) |        |
| 1985 | Retratos da Vida                              | Cornélio Pires     | IDE/CEC                             |        |
| 1986 | Mediunidade e Sintonia                        | Emmanuel           | CEU                                 |        |
| 1991 | Queda e Ascensão da Casa dos Benefícios       | Bezerra de Menezes | GER                                 |        |
| 1999 | Escada de Luz                                 | Diversos autors    | CEU                                 | [ 13 ] |

### Emmanuel
Emmanuel és el nom donat pel mèdium espiritista brasiler Chico Xavier a l'esperit al que assigna l'autoria de la major part de les seves obres psicogràfiques. Aquest esperit va ser nomenat per Chico Xavier com el seu orientador espiritual. També hi ha un llibre homònim de Chico Xavier que està signat per Emmanuel, publicat a 1938. L'obra mediumnica assignada a Emmanuel es compon de desenes de llibres, molts d'ells traduïts a diversos idiomes. Són novel·les històriques, llibres d'orientació espiritual, obres d'exegesi bíblica, etc.

## Heroi de la Pàtria
En virtut de la Llei Federal núm. 14.201, de 2021, el Congrés Nacional del Brasil va decretar-ne la inscripció en el Llibre dels Herois i Heroïnes de la Pàtria, un memorial cenotàfic situat dintre del Panteó de la Pàtria i de la Llibertat Tancredo Neves de Brasília, creat per honorar la memòria de les persones que millor van servir en la construcció i defensa del país.